# La Chapelle-Engerbold
La Chapelle-Engerbold är en kommun i departementet Calvados i regionen Normandie i norra Frankrike. Kommunen ligger i kantonen Condé-sur-Noireau som ligger i arrondissementet Vire. År 2018 hade La Chapelle-Engerbold 101 invånare.

## Befolkningsutveckling
Antalet invånare i kommunen La Chapelle-Engerbold
Referens: INSEE